# دانيال وانجيرو
دانيال كينيوا وانجيرو (بالإنجليزية: Daniel Wanjiru)‏ (26 مايو 1992) عداء كيني لمسافات طويلة والفائز في ماراثون لندن 2017  في وقت قدرة ساعتان وخمس دقائق وثماني وأربعون جزء من الثانية.
في عام 2016 فاز وانجيرو ماراثون أمستردام في وقت قياسي. أفضل زمن قياسي حققه دانيال خلال السباقات التي خاضها كان ساعتان وخمس دقائق وواحد وعشرون جزء من الثانية. فاز مرتين في ماراثون نصف براغ عامي 2015 2016.
ليس هناك صلة قرابة بينه وبين العداء الكيني الراحل سامي وانجيرو.

## روابط خارجية
- دانيال وانجيرو على موقع الاتحاد الدولي لألعاب القوى (الإنجليزية)